# 63e bataillon de chars de combat
Le 63e bataillon de chars de combat (63e BCC) est une unité de l'armée française. Créé en 1929 au Levant français (Syrie et Liban), il est dissous en décembre 1940.

## Historique du63eBCC
Le 63e BCC est créé le 5 mai 1929 à partir du IIe bataillon du 521e régiment de chars de combat. Il a une compagnie à Beyrouth, avec l'état-major et le parc atelier, et une à Damas. La 3e compagnie est créée en 1930 à Alep.
Le bataillon est équipé à l'origine de chars FT. Il reçoit des chars R35 en avril 1939, qui équipent une compagnie. Les deux autres compagnies ne passent sur R35 qu'en février 1940. Les chars FT rendus disponibles permettent le mois suivant la formation de la compagnie autonome de chars du Levant.
Le 63e BCC est regroupé à Beyrouth en mai 1940, pour défendre les côtes libanaises. Il reste fidèle au nouveau régime de l'Armée d'Armistice en juin 1940. En octobre, le bataillon est renforcé par des éléments du 68e BCC dissous, qui forment une 4e compagnie à Damas.
Le 63e BCC est dissous le 10 décembre 1940 et renforce les 6e et 7e régiments de chasseurs d'Afrique.

## Insigne
L'insigne de la 1re compagnie, fabriqué en 1937 avec un rendu vieil argent, montre un char FT, portant le matricule 70 201, devant un cèdre du Liban, le tout inscrit dans un croissant.
La 2e compagnie a eu trois modèles d'insigne, qui présentent tous un char FT, la mosquée des Omeyyades et un croissant. Dans la première version (avant 1938), inscrite dans un croissant blanc, le char est bleu et se profile derrière un crête au dessus de la mosquée. Dans la seconde version (mars 1938), le char est blanc et passe devant la mosquée. Le char, de profil, porte le matricule 70 201 et le croissant vert qui entoure l'insigne porte les inscriptions Ghouta et Soueïda, lieu de deux combats de la 5e compagnie du 521e RCC, dont la 2e compagnie est héritière. Sous le char, la devise, « toujours prête » Sur la troisième version (septembre 1938), le char, toujours devant la mosquée, est vu de trois-quarts avant. La devise est maintenant « toujours prêt ». 
La 3e compagnie présente un lever de soleil et la citadelle d'Alep, avec un heaume blanc en pointe. Le numéro 3 est inscrit en chiffres occidentaux et en chiffres arabes.
L'insigne du bataillon, réalisé en avril 1939, réuni le cèdre du Liban, la mosquée de Damas et la citadelle, auxquels s'ajoutent les attributs de l'arme des chars de combat : salamandre et heaume sur canons croisés.

## Personnalité ayant servi au63eBCC
- Georges Buis, compagnon de la Libération